# Euphorbia bergeri
Euphorbia bergeri är en törelväxtart som beskrevs av Nicholas Edward Brown. Euphorbia bergeri ingår i släktet törlar, och familjen törelväxter. Inga underarter finns listade i Catalogue of Life.